# کلیفتن سیتی (میزوری)
کلیفتن سیتی (به انگلیسی: Clifton City) یک منطقهٔ مسکونی در ایالات متحده آمریکا است که در شهرستان کوپر، میزوری واقع شده‌است. کلیفتن سیتی ۲۳۶ متر بالاتر از سطح دریا واقع شده‌است.